# Model sigma
En física teòrica, un model sigma és una teoria de camps que descriu el camp com una partícula puntual limitada a moure's en una varietat fixa. Aquesta varietat es pot considerar qualsevol varietat de Riemann, encara que més comunament es considera un grup de Lie o un espai simètric. El model pot ser quantificat. Un exemple de la versió no quantitzada és el model d'Skyrme. En general, els models sigma admeten solucions de solitons topològics (clàssics), per exemple, l'skyrmió del model Skyrme. Quan el camp sigma s'acobla a un camp de gauge, el model resultant es descriu per la teoria de Ginzburg-Landau.
El model sigma lineal és un model teòric utilitzat per a descriure la ruptura espontània de simetria en una teoria simple de camps escalars. Es va desenvolupar originalment en el context de la ruptura de la simetria quiral en interaccions fortes (involucrant pions). Aquesta entrada està dedicada principalment a la teoria clàssica de camps del model sigma; la teoria quàntica corresponent rep el nom de "model sigma no lineal".

## Descripció
El nom té arrels en la física de partícules, on un model sigma descriu les interaccions dels pions. Malauradament, el "mesó sigma" (escalar) no és descrit pel model sigma, sinó només per una component d'aquest. El model sigma va ser introduït per Murray Gell-Mann i Maurice Lévy (1960) per a descriure un camp del seu model corresponent a un mesó sense spin anomenat σ, un escalar introduït anteriorment per Julian Schwinger. El model va servir com a prototip de model amb trencament espontani de simetria, del grup O(4) al grup O(3) en aquest cas: els tres generadors axials trencats corresponen a les manifestacions més simples de trencament de la simetria quiral, i la simetria no-trencada O(3) supervivent representa l'isospin.
Un model-sigma és un sistema físic descrit per una densitat lagrangiana del tipus:
{\displaystyle {\mathcal {L}}(\phi _{1},\phi _{2},\ldots ,\phi _{n})=\sum _{i=1}^{n}\sum _{j=1}^{n}g_{ij}\;\mathrm {d} \phi _{i}\wedge {*\mathrm {d} \phi _{j}}}
Depenent dels escalars en gij, pot ser o un model-sigma lineal o no-lineal. Els camps φi, en general, proporcionen un mapa d'una varietat de base anomenada superfície de l'univers ("worldsheet") cap a una varietat (Riemanniana) d'escalars enllaçades per simetries internes. (En models de teoria de cordes, tanmateix, hom considera sovint que es tracta de l'espaitemps real.) Un exemple bàsic el proporciona la mecànica quàntica (QM) que és una teoria de camp quàntica a una dimensió. La QM és un model sigma en una varietat de base donat per una línia real parametritzant el temps (o un interval, el cercle, etc.) i un espai d'objectiu que és la línia real.
El model pot ser augmentat amb un terme de torsió que dona un model més interessant de tipus Wess–Zumino–Witten.